# سلتریون
سلتریون (انگلیسی: Celltrion) شرکت داروسازی کره‌ای است، که در سال ۲۰۰۲ تأسیس شد.